# Avenue Jean Charlier
L'avenue Jean Charlier est une rue bruxelloise de la commune d'Auderghem qui se situe dans le quartier de la Corée sur une longueur de 20 mètres, c'est probablement l'avenue la plus courte d'Auderghem.

## Historique et description
Le 18 avril 1966, le conseil avait décidé de donner à cette rue prolongeant la rue Léopold Van Asbroeck, le nom d'avenue Jean Charlier. On suppose donc que les autorités avaient songé à tracer une rue plus longue, en même temps d'ailleurs qu'une rue Mereaux, jamais réalisée.

### Origine du nom
Le nom de l'avenue vient du caporal Jean Charlier, né le 17 juin 1903 à Coutisse et tué le 5 mai 1943 en Bavière en Allemagne. Il était domicilié en la commune d'Auderghem.

## Inventaire régional des biens remarquables
En 1968, on rendit public le projet de construction d'un complexe sportif (ADEPS) qui s'approprierait une large part du quartier la Corée. Il s'ensuivit une énorme levée de boucliers chez les riverains décidés à s'opposer à cette réalisation. Mais, malgré le soutien de personnes haut placées, le comité de quartier ne put empêcher le complexe sportif de sortir de terre.
La seule habitation porte le no 4.